# Újezd u Boskovic
Újezd u Boskovic là một làng thuộc huyện Blansko, vùng Jihomoravský, Cộng hòa Séc.